# Kalanchoe pareikiana
Kalanchoe pareikiana är en fetbladsväxtart som beskrevs av Desc. och Lavranos. Kalanchoe pareikiana ingår i släktet Kalanchoe och familjen fetbladsväxter. Inga underarter finns listade i Catalogue of Life.